# San Francisco de Asís, La Trinitaria
San Francisco de Asís är en ort i Mexiko.   Den ligger i kommunen La Trinitaria och delstaten Chiapas, i den sydöstra delen av landet, 800 km sydost om huvudstaden Mexico City. San Francisco de Asís ligger 757 meter över havet och antalet invånare är 676.
Terrängen runt San Francisco de Asís är kuperad åt nordost, men åt sydväst är den platt. Runt San Francisco de Asís är det ganska glesbefolkat, med 42 invånare per kvadratkilometer. Närmaste större samhälle är La Trinitaria, 13,5 km norr om San Francisco de Asís. Omgivningarna runt San Francisco de Asís är en mosaik av jordbruksmark och naturlig växtlighet.